# برج و باروهای یزد
برج و باروهای یزد مربوط به دوره دیلمیان - اتابکان است و در یزد، خیابان گل سرخ، امام خمینی، محلات مالمیر، لبخند واقع شده و این اثر در تاریخ ۱۴ آذر ۱۳۵۲ با شمارهٔ ثبت ۹۵۶ به‌عنوان یکی از آثار ملی ایران به ثبت رسیده است.